# Berenklauw (geslacht)
Berenklauw (Heracleum) is een geslacht van ongeveer zestig soorten tweejarige en overblijvende kruiden in de schermbloemenfamilie (Umbelliferae of Apiaceae). Hun naam verwijst naar de handspletige vorm van hun bladeren, die wel iets weg zouden hebben van een klauw.
De soorten komen voor in de gematigde gebieden van het noordelijk halfrond en in de tropen in gebergten van Eritrea tot in Malawi.
In België en Nederland kan men in het wild aantreffen:
- Gewone berenklauw (Heracleum sphondylium)
- Reuzenberenklauw (Heracleum mantegazzianum) - Deze soort is - naast Heracleum sosnowskyi en Heracleaum persicum - opgenomen op de lijst van invasieve uitheemse soorten die zorgwekkend zijn voor de Europese Unie.

## Ecologie
Planten in dit geslacht zijn waardplant voor onder andere: Agonopterix angelicella, Agonopterix ciliella, Agonopterix heracliana, Papaipema verona, Papilio machaon en Sitochroa palealis.

## Soorten
- Heracleum abyssinicum (Boiss.) C.Norman
- Heracleum aconitifolium Woronow
- Heracleum akasimontanum Koidz.
- Heracleum albovii Manden.
- Heracleum amanum Boiss. & Kotschy
- Heracleum angustisectum (Stoj. & Acht.) Peev
- Heracleum anisactis Boiss. & Hohen.
- Heracleum antasiaticum Manden.
- Heracleum apiifolium Boiss.
- Heracleum argaeum Boiss. & Balansa
- Heracleum asperum (Hoffm.) M.Bieb.
- Heracleum austriacum L.
- Heracleum bhutanicum M.F.Watson
- Heracleum biternatum W.W.Sm.
- Heracleum candicans Wall. ex DC.
- Heracleum carpaticum Porcius
- Heracleum chorodanum (Hoffm.) DC.
- Heracleum crenatifolium Boiss.
- Heracleum cyclocarpum K.Koch
- Heracleum dalgadianum S.M.Almeida
- Heracleum dissectifolium K.T.Fu
- Heracleum dissectum Ledeb.
- Heracleum egrissicum Gagnidze
- Heracleum elgonense (H.Wolff) Bullock
- Heracleum fargesii H.Boissieu
- Heracleum forrestii H.Wolff
- Heracleum franchetii M.Hiroe
- Heracleum freynianum Sommier & Levier
- Heracleum gorganicum Rech.f.
- Heracleum grandiflorum Steven ex M.Bieb.
- Heracleum hemsleyanum Diels
- Heracleum henryi H.Wolff
- Heracleum humile Sm.
- Heracleum incanum Boiss. & A.Huet
- Heracleum jacquemontii C.B.Clarke
- Heracleum kansuense Diels
- Heracleum kingdonii H.Wolff
- Heracleum kurdistanicum Rastegar, Maroofi & Tabad
- Heracleum lehmannianum Bunge
- Heracleum leskovii Grossh.
- Heracleum ligusticifolium M.Bieb.
- Heracleum likiangense H.Wolff
- Heracleum mantegazzianum Sommier & Levier - Reuzenberenklauw
- Heracleum maximum W.Bartram
- Heracleum moellendorffii Hance
- Heracleum nyalamense R.H.Shan & T.S.Wang
- Heracleum oncosepalum (Hand.-Mazz.) Pimenov & Kljuykov
- Heracleum oreocharis H.Wolff
- Heracleum orphanidis Boiss.
- Heracleum ossethicum Manden.
- Heracleum paphlagonicum Czeczott
- Heracleum pastinaca Fenzl
- Heracleum pastinacifolium K.Koch
- Heracleum persicum Desf. ex Fisch., C.A.Mey. & Avé-Lall. - Perzische berenklauw
- Heracleum peshmeniana Ekim
- Heracleum piliferum Kljuykov & Lyskov
- Heracleum pinnatum C.B.Clarke
- Heracleum platytaenium Boiss.
- Heracleum ponticum (Lipsky) Schischk. ex Grossh.
- Heracleum pubescens (Hoffm.) M.Bieb.
- Heracleum pumilum Vill.
- Heracleum rapula Franch.
- Heracleum rawianum C.C.Towns.
- Heracleum rechingeri Manden.
- Heracleum roseum Steven
- Heracleum scabridum Franch.
- Heracleum scabrum Albov
- Heracleum schansianum Fedde ex H.Wolff
- Heracleum schelkovnikowii Woronow
- Heracleum sibiricum L.
- Heracleum sommieri Manden.
- Heracleum sosnowskyi Manden. - Sosnowsky's berenklauw
- Heracleum souliei H.Boissieu
- Heracleum sphondylium L. - Gewone berenklauw
- Heracleum stenopteroides Fedde ex H.Wolff
- Heracleum stenopterum Diels
- Heracleum subglabrum Kitam.
- Heracleum subtomentellum C.Y.Wu & M.L.Sheh
- Heracleum sumatranum Buwalda ex Steenis
- Heracleum taylorii C.Norman
- Heracleum tiliifolium H.Wolff
- Heracleum trachyloma Fisch. & C.A.Mey.
- Heracleum vicinum H.Boissieu
- Heracleum villosum (Hoffm.) Fisch. ex Spreng.
- Heracleum wenchuanense F.T.Pu & X.J.He
- Heracleum wilhelmsii Fisch. & C.A.Mey.
- Heracleum wolongense F.T.Pu & X.J.He
- Heracleum woodii M.F.Watson
- Heracleum xiaojinense F.T.Pu & X.J.He
- Heracleum yungningense Hand.-Mazz.

## Hybriden
- Heracleum × carbonnieri Reduron, Michaud & J.Molina
- Heracleum × rodnense Nyár. & Todor

Heracleum
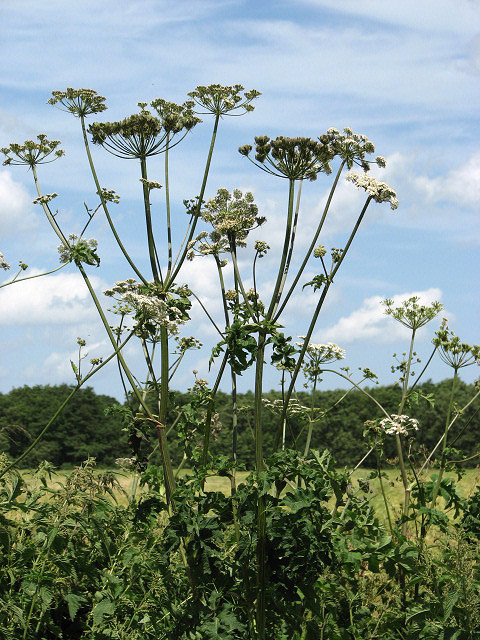
Heracleum sphondylium
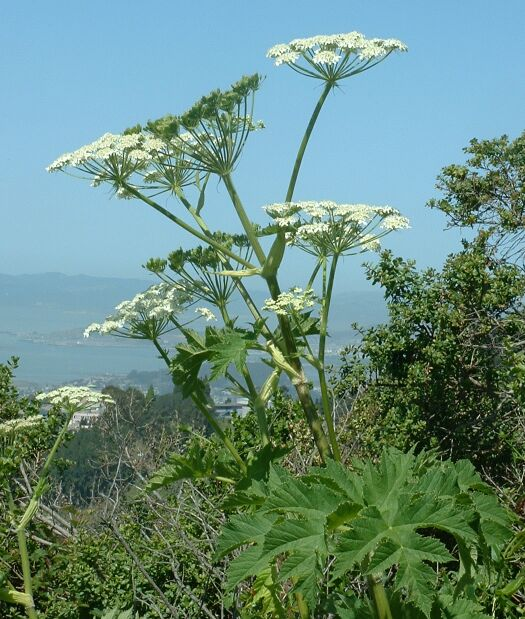
Heracleum lanatum